# Egyptens elfte dynasti
Egyptens elfte dynasti var en dynasti i det forntida Egypten som varade från 2119 till 1976 f.Kr. Dynastins första del fram till och med tiden för farao Intef III (r. 2054–2045), då Egypten fortfarande var delat, räknas till Första mellantiden. Från och med farao Mentuhotep II:s (r. 2046–1995) erövring av Memfis var Egypten enat igen och gick då in i Mellersta riket.
I södra Egypten grep en lokal dynasti av härskare med namnen Intef och Montuhotep makten i Thebe som den elfte dynastin i opposition mot den nionde dynastin och härskarna i Asyut. De lyckades slutligen besegra sina rivaler militärt och ena Egypten under sig. I Thebe uppförde Montuhotep II ett nydanande gravkomplex i Deir el-Bahari. Nu uppträdde även en ny sorts religiösa texter, Kisttexterna, nedtecknade på de dödas träkistor. Nya handelsexpeditioner och gruvprojekt återupptogs efter riksenandet.

## Regentlängd
| Nr | Bild | Namn           | Regeringstid            | Epok               | Not. |
| -- | ---- | -------------- | ----------------------- | ------------------ | ---- |
| 1  |      | Mentuhotep I   | 2119 f.Kr. ↓ ?          | Första mellantiden |      |
| 2  |      | Intef I        | ? ↓ 2103 f.Kr.          | Första mellantiden |      |
| 3  |      | Intef II       | 2103 f.Kr. ↓ 2054 f.Kr. | Första mellantiden |      |
| 4  |      | Intef III      | 2054 f.Kr. ↓ 2046 f.Kr. | Första mellantiden |      |
| 5  |      | Mentuhotep II  | 2046 f.Kr. ↓ 1995 f.Kr. | Mellersta riket    |      |
| 6  |      | Mentuhotep III | 1995 f.Kr. ↓ 1983 f.Kr. | Mellersta riket    |      |
| 7  |      | Mentuhotep IV  | 1983 f.Kr. ↓ 1976 f.Kr. | Mellersta riket    |      |